# Liste deutschsprachiger Zeitschriften zur Hochschullehre
Die Liste deutschsprachiger Zeitschriften zur Hochschullehre erfasst periodisch erscheinende deutschsprachige Druck- und Online-Publikationen, die Bezug zur Hochschullehre haben.
| Journalname                                                                                      | Verlag/Herausgeber                                        | Erscheinungsrhythmus        | Kurzbeschreibung |
| ------------------------------------------------------------------------------------------------ | --------------------------------------------------------- | --------------------------- | --- |
| Das Hochschulwesen                                                                               | UniversitätsVerlagWebler                                  | sechsmal jährlich           | Fachzeitschrift für Hochschulforschung, -praxis und -politik.                                                           |
| Didaktiknachrichten (DiNa)                                                                       | BayZiel                                                   | halbjährlich                | |
| die hochschullehre. Interdisziplinäre Zeitschrift für Studium und Lehre                          | wbv Media GmbH/Freunde der hochschullehre e.V.            | laufend                     | Online-Zeitschrift mit den drei Rubriken Forschung, Praxisforschung/SoTL, Praxis                                        |
| Diversität konkret                                                                               | Universität Duisburg-Essen                                | jährlich, unregelmäßig      | Alltagsfragen und -probleme zur Diversität in der Lehre.                                                                |
| Duales Studium                                                                                   | Franz Steiner Verlag                                      | halbjährlich                | Entwicklung von Personal in Hochschule und Betrieb.                                                                     |
| DUZ – Magazin für Wissenschaft und Gesellschaft                                                  | DUZ Verlags- und Medienhaus GmbH                          | monatlich                   | Fachzeitschrift für Hochschulen und Wissenschaft                                                                        |
| eleed e-learning and education                                                                   | FernUniversität Hagen                                     | unregelmäßig                | Schwerpunkt e-learning und Bildung. Zusammenwirken von Technologie und Didaktik.                                        |
| Forschung und Innovation in der Hochschulbildung FIHB                                            | TH Köln                                                   |                             | Schriftenreihe zur hochschuldidaktischen Forschung über Studium und Lehre.                                              |
| Hamburger eLearning-Magazin → umbenannt in Synergie                                              |                                                           |                             | |
| Heidelberg Inspirations for Innovative Teaching (HINT)                                           | Ruprecht-Karls-Universität Heidelberg                     | jährlich                    | Online-Zeitschrift zum Austausch über innovative Weiterentwicklung von Lehren und Lernen.                               |
| Journal für Schreibwissenschaft (bis 2020: Journal der Schreibberatung)                          | Universität Leipzig                                       | halbjährlich                | Schreibdidaktik an Hochschule und Schule.                                                                               |
| Journal - Hochschuldidaktik Sachsen                                                              | Universität Leipzig                                       | halbjährlich                | Lehrpraxis, Praxisforschung, Perspektiven zur Hochschuldidaktik.                                                        |
| Medienimpulse. Beiträge zur Medienpädagogik                                                      | Bundesministerium für Bildung, Wissenschaft und Forschung | vierteljährlich             | Österreichische wissenschaftliche Fachzeitschrift zur Medienpädagogik.                                                  |
| MedienPädagogik. Zeitschrift für Theorie und Praxis der Medienbildung                            | Pädagogische Hochschule Zürich                            | jährlich                    | Forum für medienpädagogische Theoriebildung.                                                                            |
| Neues Handbuch Hochschullehre                                                                    | Franz Steiner Verlag                                      | fünfmal jährlich            | Beiträge zur Planung, Gestaltung und Reflexion der Hochschullehre                                                       |
| Patternpool                                                                                      | Patternpool e.V.                                          | laufend                     | Praxisforschung: Erprobte Lösungen für wiederkehrende Probleme in der Hochschullehre u. a.                              |
| Personal in Hochschule und Wissenschaft entwickeln                                               | Franz Steiner Verlag                                      | fünfmal jährlich            | Personalentwicklung in Hochschule und Wissenschaft                                                                      |
| Personal- und Organisationsentwicklung in Einrichtungen der Lehre und Forschung                  | UniversitätsVerlagWebler                                  | vierteljährlich             | Zeitschrift für die operative Ebene der Personal- und Organisationsentwicklung                                          |
| Synergie - Fachmagazin für Digitalisierung in der Lehre (bis 2015: Hamburger e-Learning Magazin) | Universität Hamburg                                       | Derzeit letzte Ausgabe 2019 | Einzelne Themenhefte im Bereich Digitalisierung in der Lehre.                                                           |
| Zeitschrift für Bildungsforschung                                                                | Springer Verlag                                           | dreimal jährlich            | Empirische Beiträge zur Theorie und Praxis des Bildungswesens.                                                          |
| Zeitschrift für empirische Hochschulforschung (ZeHf)                                             | Verlag Barbara Budrich                                    | halbjährlich                | interdisziplinäre Fachzeitschrift; Veröffentlichung von Originalarbeiten zu Themen der Hochschulforschung.              |
| Zeitschrift für E-Learning                                                                       | Studienverlag                                             | 2013 eingestellt            | Pädagogische Fachzeitschrift für E-Learning.                                                                            |
| Zeitschrift für Erziehungswissenschaft                                                           | Springer VS                                               | sechsmal jährlich           | Beiträge zu Forschungsergebnissen aus Erziehungswissenschaft und Bildungsforschung sowie relevanten Nachbardisziplinen. |
| Zeitschrift für Hochschulentwicklung                                                             | Verein Forum Neue Medien in der Lehre Austria             | vierteljährlich             | Schwerpunkt: didaktische, strukturelle und kulturelle Entwicklungen in Lehre und Studium.                               |